# Take Cover
Take Cover е албум на американската прогресив метъл банда Queensrÿche от 2007 година. Албумът е запълнен изцяло с кавъри на парчета на групи като Блек Сабат, Пинк Флойд, Полис и други.

## Списък на песните
1. Welcome To The Machine (Пинк Флойд)
2. Heaven On Their Minds (Андрю Лойд Уебър & Тим Райс)
3. Almost Cut My Hair (Кросби, Стилс & Наш & Янг)
4. For What It's Worth (Бъфало Спрингфийлд)
5. For The Love Of Money (О'Джейс)
6. Innuendo (Куийн)
7. Neon Knights (Блек Сабат)
8. Synchronicity II (Полис)
9. Red Rain (Питър Гейбриъл)
10. Odissea (Карло Морале и Чеопе)
11. Bullet The Blue Sky (Live) (U2)

## Членове
- Джоф Тейт – вокал
- Майк Стоун – китари
- Майкъл Уилтън – китари
- Еди Джаксън – бас
- Скот Рокенфийлд – барабани